# Sarah Wilhelmina Wenzler

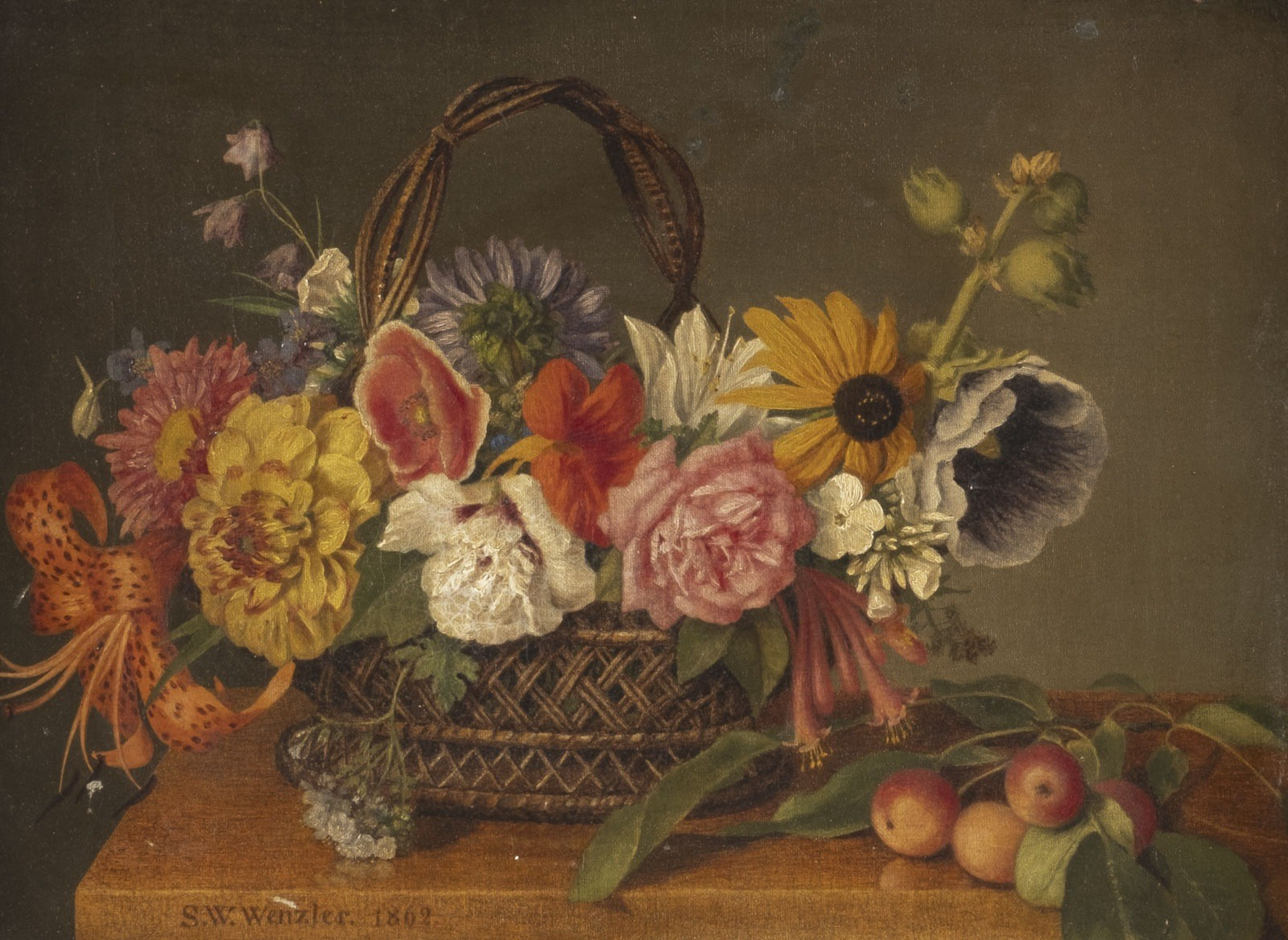
S. W. Wenzler: Blumen im Korb, 1862

Sarah Wilhelmina Wenzler (* 19. Jahrhundert; † unbekannt) war eine US-amerikanische Stilllebenmalerin.

## Leben und Werk
Über Wenzlers Leben, Ausbildung und künstlerische Karriere ist kaum etwas in Erfahrung zu bringen. Sie stammt wahrscheinlich aus Dänemark. Bekannt ist, dass sie ihre Stillleben-Gemälde in den 1860er Jahren an der National Academy of Design, dem Boston Athenæum und der Pennsylvania Academy of the Fine Arts ausgestellt hat; und es wird berichtet, dass sie in New York City lebte. 
Wenzler spezialisierte sich auf Darstellungen von hängenden Weintrauben. Eine davon, Hanging Bunch of Grapes, ein Ölgemälde von 1867, ist im Besitz der National Gallery of Art; es ist signiert mit „S. W. Wenzler“. Nur wenige weitere Gemälde Wenzlers sind überhaupt bekannt, sie war wohl zwischen 1860 und 1872 tätig. Am 4. Dezember 2002 wurde das Werk „Peaches and Pears on a Wooden Ledge“ bei Christie’s für 4.780 USD versteigert. In der „Bares für Rares“- Folge vom 15. September 2021 wurde ein Stillleben von 1862, das einen Korb mit Blumen zeigt, für 1500 Euro ersteigert.